# Mar Muerto
El mar Muerto (en hebreo: יָם הַמֶּלַח‎, Yam Hamélaj, lit.: «mar de Sal»; en árabe: البحر الميت‎, al-Baḥr al-Mayyit, lit.: «mar Muerto», o بحر لوط Buhayrat, Bahret o Birket Lut, lit.: «mar de Lot») es un lago endorreico salado situado en una profunda depresión a 435 metros bajo el nivel del mar, entre Israel, la parte cisjordana de Palestina y Jordania, en la región de Oriente Próximo. Ocupa la parte más profunda de una depresión tectónica atravesada por el río Jordán, que también incluye el lago de Tiberíades más al norte. Los griegos de la Antigüedad lo llamaban «lago Asfaltites», por los depósitos de asfalto que se encuentran en sus orillas, conocidos y explotados desde la Edad Antigua. Debido al cambio climático y a la extracción de agua dulce, el nivel del agua del mar se reduce un metro al año y las tierras ribereñas se hunden 15 cm al año.
Tiene unos 80 km de largo y un ancho máximo de unos 16 km; su superficie es aproximadamente de 810 km². Recibe agua del río Jordán, de otras fuentes menores y de la escasa precipitación que se produce sobre el lago, y el nivel de sus aguas es el resultado del balance entre estos aportes y la evaporación. Una de las razones por las que el mar Muerto es tan salado se debe a que está ubicado en una cuenca hidrográfica endorreica, es decir, no hay salidas. Los minerales que desembocan en él se quedan allí para siempre. La mayoría de los cuerpos de agua dulce tienen puntos de salida, como los ríos y arroyos, lo que les permite disponer de los minerales disueltos que pueden fluir en ellos de otras fuentes. Hay varios ríos y arroyos que desembocan en el mar Muerto, pero ninguno que drene hacia afuera.
El agua del mar Muerto tiene una densidad de 1,24 kg / litro, lo que hace que el cuerpo humano pueda flotar sin esfuerzo en el agua, porque la densidad de este último es menor que la densidad del agua salada del propio lago.

## Etimología
En hebreo, al mar Muerto se le llama [Yām ja-Melaj] (escucharⓘ) (ים המלח) que significa «mar de sal». La Biblia usa este término junto con otros dos: el «mar de Arabah» (ים הערבה) y el «mar del Este» (הים הקדמוני). La designación «mar Muerto» nunca aparece en la Biblia. En prosa, a veces se usa el término Yām ja-Māvet (ים המוות, «mar de la muerte»), debido a la escasez de vida acuática.
En árabe, el mar se denomina [al-bajar al-Meyyit] (escucharⓘ) («el mar Muerto») , o menos comúnmente baḥrᵘ lūṭᵃ (بحر لوط, «el Mar de Lot»). Otro nombre histórico en árabe fue mar de Zoʼar, por una ciudad cercana en tiempos antiguos, ahora conocida como Nevé Zohar.
Los griegos lo llamaron Lago Asphaltites (ἡ Θάλαττα ἀσφαλτῖτης, hē Thálatta asphaltĩtēs) «el mar de asfaltita».

## Características

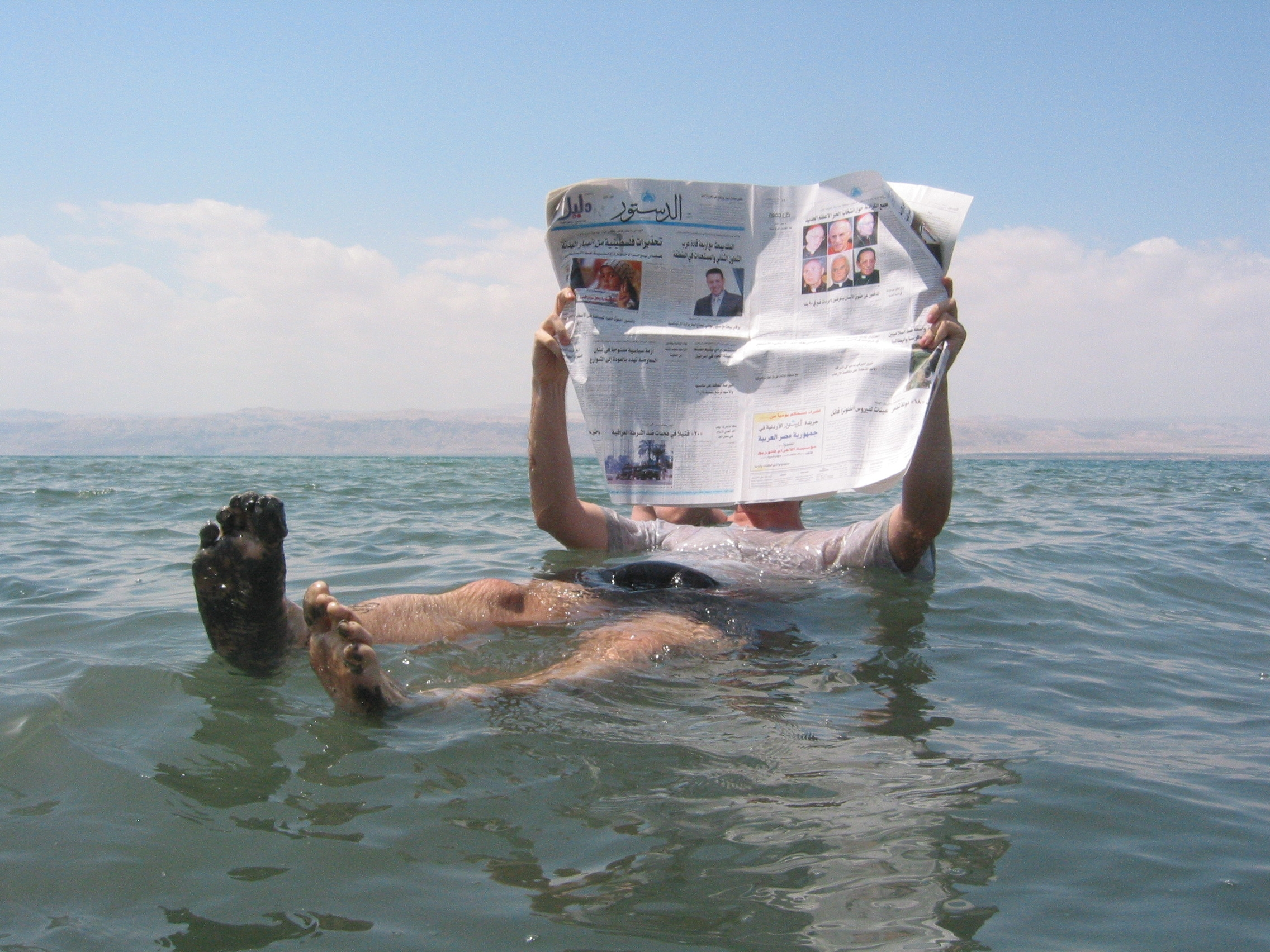
Turista flotando en las aguas del mar Muerto, consecuencia de la alta salinidad de este lago

Las aguas de este lago son relativamente ricas en calcio, magnesio, potasio y bromo, y relativamente pobres en sodio, sulfatos y carbonatos, una composición significativamente diferente de la del agua de mar. Estrictamente hablando, la definición usual de salinidad no es aplicable; se define su cuasi-salinidad[cita requerida] basándose en el apartamiento de la densidad del agua de 1000 kg/m³ a una temperatura de referencia de 25 °C. La cuasi-salinidad de sus aguas profundas es de 235 kg/m³, que corresponde a una salinidad del 28 %, y crece a una tasa de 0,5 kg/m³/año en verano, y prácticamente no decrece en invierno. En la capa superficial puede llegar a un máximo de 238-240 kg/m³ coincidiendo con la máxima temperatura 34-35 °C. La salinidad varía con la profundidad, la estación del año y el régimen hidrológico del lago, que pasa por períodos holomíticos y meromíticos.
Como comparación, la salinidad promedio del agua de los océanos está entre 3,1–3,8 %, es decir unas 9 veces menos. Tan elevada salinidad es lo que impide a un ser humano hundirse en sus aguas de forma natural, debido a que la elevada densidad de sus aguas (1240 kg/m³) ejerce un empuje superior a la del mar (1027 kg/m³); puede flotar sin ningún esfuerzo, característica que lo ha hecho mundialmente popular. Con todo, no es el lago más salado de la Tierra, ya que lo superan el lago Assal en Yibuti y ciertos lagos antárticos. 
Es rico en potasas, bromuro, yeso, sal y otros productos químicos que se extraen en gran cantidad y de manera muy económica. Las compañías israelíes y jordanas instaladas en la parte meridional del mar Muerto, a ambos lados de la frontera, aprovechan dichos minerales para el desarrollo de una importante actividad económica. Para llevar a cabo el proceso de extracción de minerales, es necesario evaporar artificialmente agua del mar Muerto, proceso que contribuye al descenso de sus aguas, un hecho completamente evidente para todo aquel que visita la zona. Ambos países también utilizan las aguas del río Jordán, su principal tributario y, en la práctica, el único, para irrigar grandes extensiones de tierra agrícola.
| Año  | nivel del mar (m) | Área (km²) |
| ---- | ----------------- | ---------- |
| 1930 | −390              | 1050       |
| 1980 | −400              | 680        |
| 1992 | −407              | 675        |
| 1997 | −411              | 670        |
| 2004 | −417              | 662        |
| 2010 | −423              | 655        |
| 2016 | −430.5            | 605        |

Fuentes: Israel Oceanographic, Limnological Research, Jordan Valley Authority.

## Vida
El lago está poblado por multitud de microorganismos halófilos, en un mililitro de agua del mar Muerto puede haber 10 millones de bacterias y arqueas y diez veces más de virus.
Los únicos animales que lo habitan son las artemias salinas.

## Clima
El mar Muerto tiene un clima desértico cálido (clasificación climática de Köppen BWh), con cielos soleados durante todo el año y aire seco. Tiene menos de 50 milímetros de precipitación media anual y una temperatura promedio de verano entre 32 y 39 °C . Las temperaturas promedio en invierno oscilan entre 20 y 23 °C . La región tiene una radiación ultravioleta más débil, particularmente los rayos UVB. Dada la mayor presión atmosférica, el aire tiene un contenido de oxígeno ligeramente mayor (3.3% en verano a 4.8% en invierno) en comparación con la concentración de oxígeno al nivel del mar.
El mar Muerto afecta las temperaturas cercanas debido al efecto moderador que un gran cuerpo de agua tiene sobre el clima. Durante el invierno, las temperaturas del mar tienden a ser más altas que las temperaturas de la tierra, y viceversa durante los meses de verano. Este es el resultado de la masa de agua y la capacidad calorífica específica. En promedio, hay 192 días por encima de 30 °C anualmente.
| Parámetros climáticos promedio de Mar Muerto | Parámetros climáticos promedio de Mar Muerto | Parámetros climáticos promedio de Mar Muerto | Parámetros climáticos promedio de Mar Muerto | Parámetros climáticos promedio de Mar Muerto | Parámetros climáticos promedio de Mar Muerto | Parámetros climáticos promedio de Mar Muerto | Parámetros climáticos promedio de Mar Muerto | Parámetros climáticos promedio de Mar Muerto | Parámetros climáticos promedio de Mar Muerto | Parámetros climáticos promedio de Mar Muerto | Parámetros climáticos promedio de Mar Muerto | Parámetros climáticos promedio de Mar Muerto | Parámetros climáticos promedio de Mar Muerto |
| Mes                                          | Ene.                                         | Feb.                                         | Mar.                                         | Abr.                                         | May.                                         | Jun.                                         | Jul.                                         | Ago.                                         | Sep.                                         | Oct.                                         | Nov.                                         | Dic.                                         | Anual                                        |
| -------------------------------------------- | -------------------------------------------- | -------------------------------------------- | -------------------------------------------- | -------------------------------------------- | -------------------------------------------- | -------------------------------------------- | -------------------------------------------- | -------------------------------------------- | -------------------------------------------- | -------------------------------------------- | -------------------------------------------- | -------------------------------------------- | -------------------------------------------- |
| Temp. máx. abs. (°C)                         | 26.4                                         | 30.4                                         | 33.8                                         | 42.5                                         | 45.0                                         | 46.4                                         | 49.9                                         | 44.5                                         | 43.6                                         | 40.0                                         | 35.0                                         | 28.5                                         | 49.9                                         |
| Temp. máx. media (°C)                        | 20.5                                         | 21.7                                         | 24.8                                         | 29.9                                         | 34.1                                         | 37.6                                         | 39.7                                         | 39.0                                         | 36.5                                         | 32.4                                         | 26.9                                         | 21.7                                         | 30.4                                         |
| Temp. mín. media (°C)                        | 12.7                                         | 13.7                                         | 16.7                                         | 20.9                                         | 24.7                                         | 27.6                                         | 29.6                                         | 29.9                                         | 28.3                                         | 24.7                                         | 19.3                                         | 14.1                                         | 21.9                                         |
| Temp. mín. abs. (°C)                         | 3.0                                          | 6.0                                          | 8.0                                          | 11.5                                         | 19.0                                         | 23.0                                         | 26.0                                         | 26.8                                         | 24.2                                         | 17.0                                         | 9.8                                          | 6.0                                          | 3.0                                          |
| Precipitación total (mm)                     | 7.8                                          | 9.0                                          | 7.6                                          | 4.3                                          | 0.2                                          | 0.0                                          | 0.0                                          | 0.0                                          | 0.0                                          | 1.2                                          | 3.5                                          | 8.3                                          | 41.9                                         |
| Días de precipitaciones (≥ )                 | 3.3                                          | 3.5                                          | 2.5                                          | 1.3                                          | 0.2                                          | 0.0                                          | 0.0                                          | 0.0                                          | 0.0                                          | 0.4                                          | 1.6                                          | 2.8                                          | 15.6                                         |
| Humedad relativa (%)                         | 41                                           | 38                                           | 33                                           | 27                                           | 24                                           | 23                                           | 24                                           | 27                                           | 31                                           | 33                                           | 36                                           | 41                                           | 31.5                                         |
| Fuente: Israel Meteorological Service        |                                              |                                              |                                              |                                              |                                              |                                              |                                              |                                              |                                              |                                              |                                              |                                              |                                              |

## Geología
Teorías de la formación
Hay dos hipótesis contradictorias sobre el origen de la baja elevación del mar Muerto. La hipótesis más antigua es que el mar Muerto se encuentra en una verdadera zona de falla, una extensión de la Grieta del mar Rojo, o incluso del Gran Valle del Rift en África oriental. Una hipótesis más reciente es que la cuenca del mar Muerto es una consecuencia de una discontinuidad «escalonada» a lo largo de la transformación del mar Muerto, creando una extensión de la corteza con el consiguiente hundimiento.
Laguna Sedom

Laguna Sedom.

A finales del Plioceno y principios del Pleistoceno, hace unos 3,7 millones de años, lo que ahora es el valle del río Jordán, el mar Muerto y el norte de Aravá , fue inundado repetidamente por las aguas del mar Mediterráneo. Las aguas se formaron en una bahía estrecha y torcida que los geólogos llaman «Laguna Sedom», que estaba conectada al mar a través de lo que ahora es el valle de Jezreel. Las inundaciones del valle iban y venían dependiendo de la tectónica y los cambios de clima a gran escala.
Formación del lago
Hace aproximadamente dos millones de años, la tierra entre el valle del Rift del Jordán y el mar Mediterráneo se elevó hasta tal punto que el océano ya no podía inundar el área. Así, la larga laguna se convirtió en un lago sin litoral.
El primer lago prehistórico que sigue a la laguna Sedom se llama lago Amora (que posiblemente apareció a principios del Pleistoceno, hace 200 000 a 80 000 años), seguido por el lago Lisán (hace 70 000 a 14 000 años) y finalmente el mar Muerto.
Salinidad

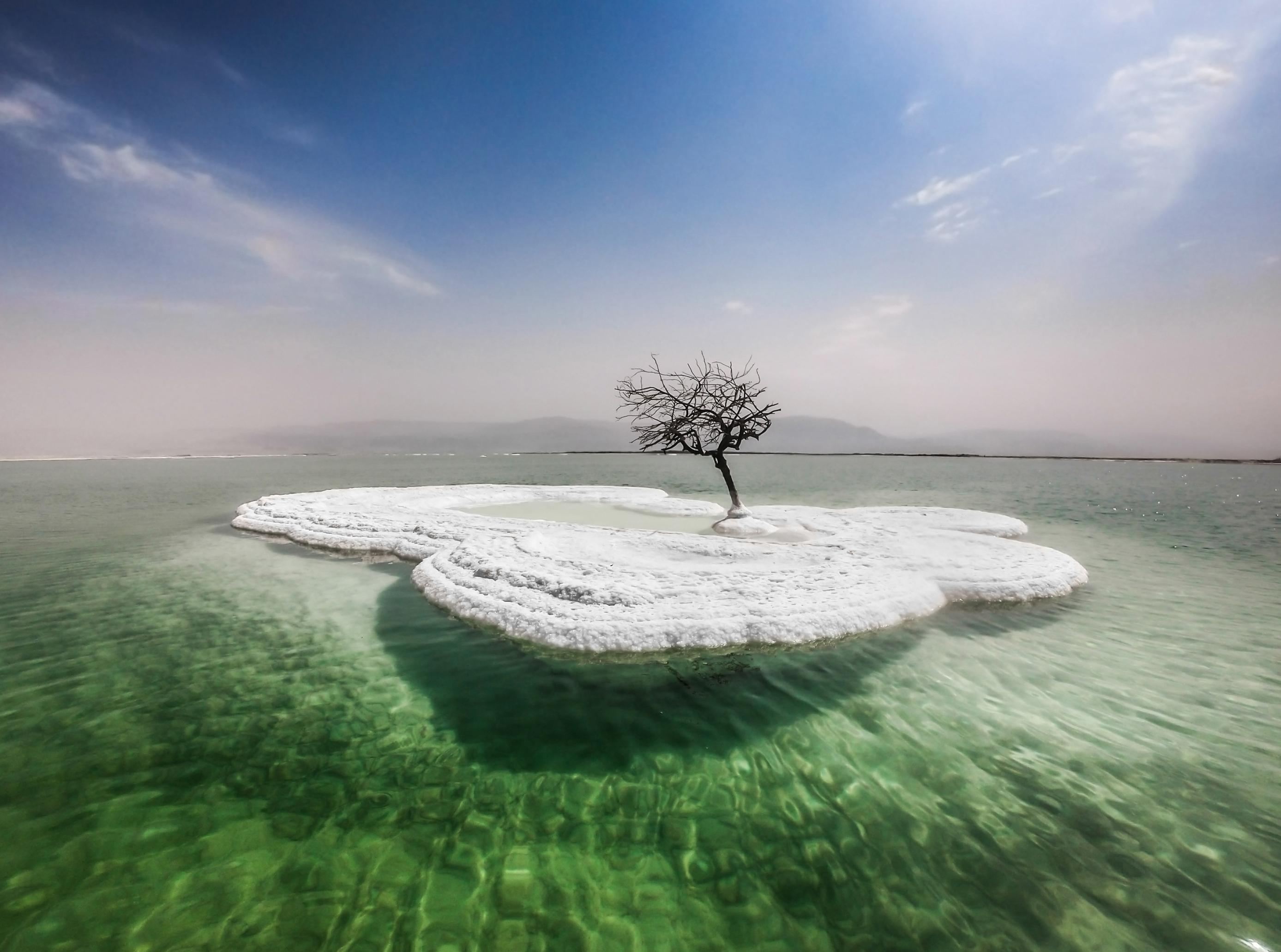
Paisaje en el lago

Los niveles de agua y la salinidad de los lagos sucesivos (Amora, Lisan y Mar Muerto) han aumentado o disminuido como consecuencia de la caída tectónica del fondo del valle y debido a la variación climática. A medida que el clima se volvió más árido, el lago Lisán finalmente se encogió y se volvió más salado, dejando el lago Mar Muerto como su último gran aliento.
De 70 000 a 12 000 años atrás, el nivel del lago Lisán era entre 100 m a 250 m más alto que su nivel actual. Su nivel fluctuó dramáticamente, llegando a su nivel más alto hace unos 26 000 años, lo que indicaría un clima muy húmedo en el Oriente Próximo. Hace unos 10 000 años, el nivel del lago cayó dramáticamente, incluso quizá más bajo que hoy. Durante los últimos miles de años, el lago ha fluctuado aproximadamente 400 m, con algunas caídas y aumentos significativos. Las teorías actuales sobre la causa de esta dramática caída en los niveles descartan la actividad volcánica; por lo tanto, puede haber sido un evento sísmico.

## Historia
Periodo greco-romano
Aristóteles escribió sobre las aguas que caracterizan el lago. Los nabateos entre otros pueblos, descubrieron el valor de los globos de asfalto natural que flotaban constantemente a la superficie donde podían ser recolectados y extraídos con redes. Los egipcios eran clientes frecuentes, ya que usaban asfalto en el proceso de embalsamamiento de momias. Los antiguos romanos conocían el mar Muerto como "Palus Asphaltites" lago Asfalto.
El mar Muerto era una importante ruta comercial con barcos que transportaban sal, asfalto y productos agrícolas. Múltiples anclajes existieron a ambos lados del mar, incluyendo Ein Guedi (donde se encuentran las ruinas de un dique seco de la era de los Asmoneos) cerca de Masada.
El rey Herodes construyó y reconstruyó varias fortalezas y palacios en la orilla occidental del mar Muerto. La más famosa fue Masada, donde en el año 70 un pequeño grupo de judíos zelotes huyeron después de la caída de la destrucción del Segundo Templo. Los zelotes sobrevivieron hasta el año 73, cuando un asedio de la Legión X terminó con la muerte por suicidio de sus 960 habitantes. Otra fortaleza históricamente importante fue Maqueronte (מכוור), en la orilla oriental, donde, según Josefo, Juan el Bautista fue encarcelado por Herodes Antipas.
Varias sectas de judíos se asentaron en cuevas a orillas del mar Muerto. Los más conocidos son los Esenios de Qumrán, que dejaron una extensa biblioteca conocida como los Rollos del mar Muerto. La «sal de sodomita» era un mineral esencial para el incienso sagrado de un templo cercano, pero se decía que era peligroso para uso doméstico y podía causar ceguera. 
Los campamentos romanos que rodeaban Masada fueron construidos por esclavos judíos que recibían agua de las ciudades alrededor del lago. Estas ciudades tenían agua potable gracias a manantiales de agua dulce en las cercanías y de otras fuentes como Einot Tzukim.
Período bizantino
Estrechamente conectado con el desierto de Judea hacia el noroeste y el oeste, el mar Muerto era un lugar de escape y refugio. La lejanía de la región atrajo a los monjes griegos ortodoxos de la era bizantina. Sus monasterios, como el de San Jorge en Wadi Kelt y el de Mar Saba en el desierto, son lugares de peregrinación.
Era moderna
En el siglo XIX, el río Jordán y el mar Muerto fueron explorados en barco principalmente por el sacerdote irlandés Christopher Costigan en 1835, Thomas Howard Molyneux en 1847, William F. Lynch en 1848 que sirvió en la Marina de EE. UU. y por el explorador escocés John MacGregor en 1869. El texto completo del libro de 1949 de William F. Lynch, Narrativa de la expedición de los Estados Unidos al río Jordán y al mar Muerto está disponible en línea. Los oficiales de la Marina Real británica Charles Leonard Irby y James Mangles viajaron a lo largo de las costas del mar Muerto entre 1817 y 1818, pero nunca navegaron en sus aguas.

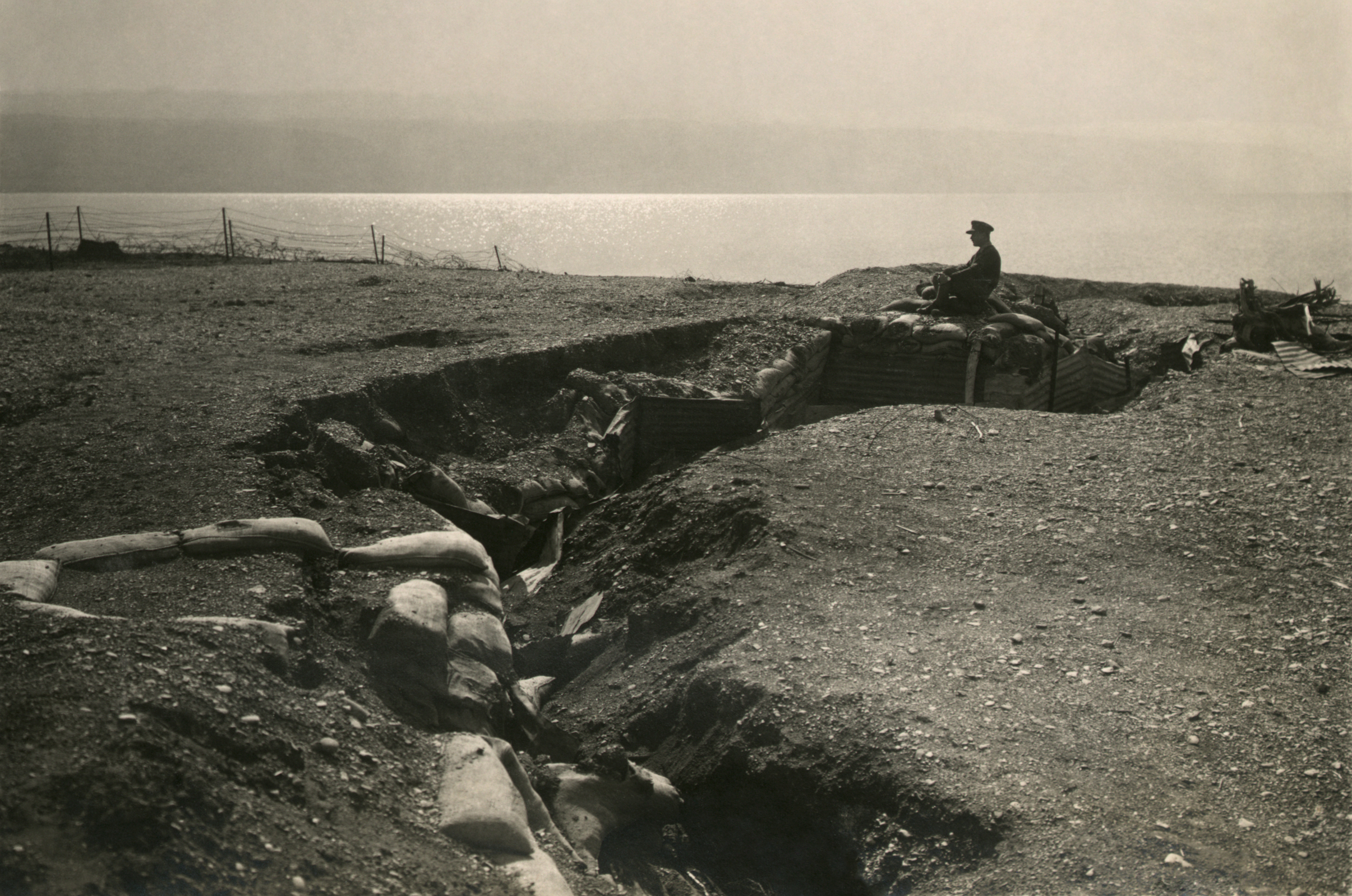
Trincheras turcas a orillas del mar Muerto en 1918

Después del hallazgo de la "Piedra Moabita" en 1868 en la meseta al este del mar Muerto, el comerciante de antigüedades Moses Shapira y su compañero Salim al-Khouri vendieron una gama completa de presuntas antigüedades "Moabitas", y en 1883 Shapira presentó lo que es ahora conocido como las Tiras Shapira "Shapira Strips", un pergamino supuestamente antiguo escrito en tiras de cuero que, según él, se había encontrado cerca del mar Muerto. Las tiras fueron declaradas falsificaciones y Shapira por ese suceso se quitó la vida en 1884. Los estudiosos aún se preguntan si los rollos de Shapira pueden ser genuinos.
A fines de la década de 1940 y principios de la década de 1950, se encontraron cientos de documentos religiosos fechados entre el 150 a. C. y el 70 a. C. en cuevas cerca del antiguo asentamiento de Qumrán, a 1,6 kilómetros tierra adentro de la costa noroccidental del mar Muerto. Se hicieron conocidos y famosos como los Rollos del Mar Muerto.
La Autopista 90, que corre a lo largo de las costas del lago entre Israel y Cisjordania, junto con la Autopista 65 en el lado jordano, a 393 m bajo el nivel del mar son las carreteras más bajas del mundo.

## En la Biblia
Según la Biblia, las ciudades de Gomorra, Sodoma, Zeboím, Segor y Adma estaban en el sector meridional a orillas del mar Muerto, cercano a la actual península de Lisán; pero hasta ahora no hay evidencias arqueológicas al respecto.
En 1947 unos beduinos encontraron unos 3000 fragmentos de manuscritos del mar Muerto, que datan de unos 2000 años, en unas cuevas en el desierto de Judea. En el año 2010 fueron digitalizados para que cualquiera los pudiera consultar.

## Lugares de interés turístico

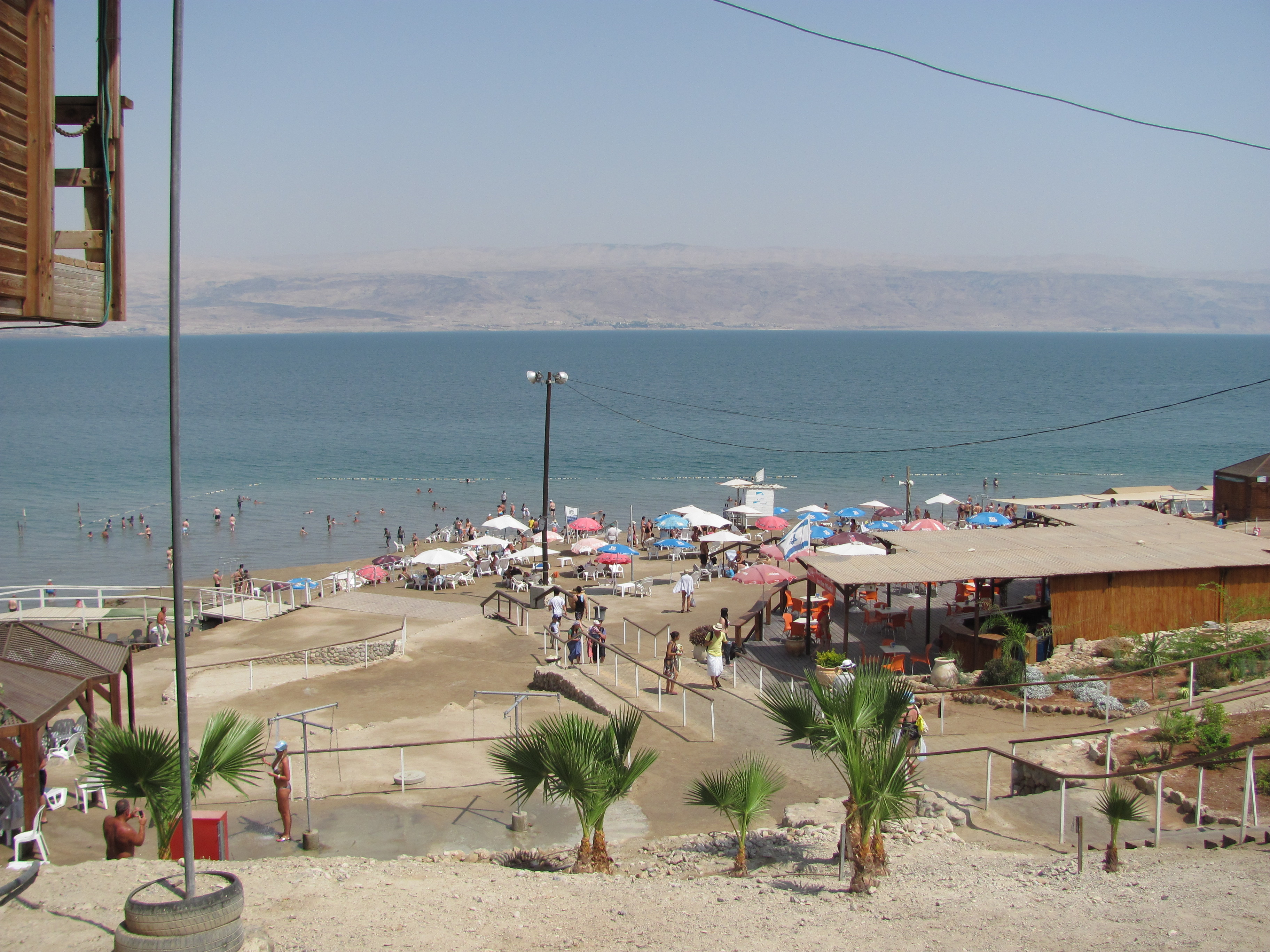
Playa con bañistas en el Mar Muerto, sobre la costa de Israel.

### Palestina
- Las Cuevas de Qumrán

Así se denomina al sitio donde fueron descubiertos los manuscritos del mar Muerto, se encuentra a unos kilómetros al sur de Jericó en medio del una zona rocosa del desierto de Judea.

### Israel
- Reserva natural de Ein Gedi

A orillas del mar Muerto se ubican unos manantiales de aguas termales y la zona natural además es uno de los balnearios más importantes de Israel. Además hay restos arqueológicos de los cuales se cree que tienen una antigüedad de más de 5000 años.
- Spa Ein Gedi

El spa tiene piscinas de azufre naturales con propiedades curativas. También cuenta con una piscina de agua dulce.
- Ein Bokek

Es la zona hotelera y de spas de la costa del mar Muerto, las playas tienen alta salinidad. En general, las playas del norte del Mar Muerto son las más fáciles de alcanzar desde Jerusalén, ya que se encuentran a solo media hora al sur de la ciudad.
- Masada

El yacimiento arqueológico de Masada es un lugar de los más visitados de Israel, un sitio muy importante para el pueblo judío y ha sido declarado parque nacional.

### Jordania
En el lado jordano, nueve franquicias internacionales han abierto hoteles junto al Centro de Convenciones Rey Hussein Bin Talal, junto con apartamentos en la costa oriental del mar Muerto. Los 9 hoteles han aumentado la capacidad del lado jordano a 2800 habitaciones. 
El 22 de noviembre de 2015, se incluyó el camino panorámico del mar Muerto junto con 40 lugares arqueológicos en Jordania, para que se active en Google Street View.